# Neoeuthyris woosteri
Neoeuthyris woosteri is een mosdiertjessoort uit de familie van de Euthyrisellidae. De wetenschappelijke naam van de soort is voor het eerst geldig gepubliceerd in 1891 door MacGillivray.